# Complicated Heart - Greatest Hits Vol. 2
Complicated Heart - Greatest Hits Vol. 2 è il secondo album di raccolta del gruppo musicale danese Michael Learns to Rock, pubblicato il 26 marzo 1999.

## Tracce
1. Strange Foreign Beauty – 4:45
2. Something You Should Know – 3:44
3. Complicated Heart ('99 remix) – 3:28
4. I'm Gonna Be Around – 3:42
5. Something Right – 3:38
6. I'm Gonna Come Back – 4:11
7. I Wanna Dance – 3:48
8. Forever and a Day – 3:17
9. A Kiss in the Rain – 3:46
10. You'll Never Know – 3:32
11. Time for Changes – 3:53
12. Messages – 4:32
13. Nothing to Lose – 3:55
14. Naked Like the Moon – 3:26

### Tracce bonus remix
1. Someday – 4:05
2. Sleeping Child (special remix) – 3:57
3. Wild Women – 3:37
4. Breaking My Heart – 3:53
5. The Actor – 4:09